# راودانگین داوادالای
راودانگین داوادالای (مغولی: Равдангийн Даваадалай؛ زادهٔ ۲۰ مارس ۱۹۵۴) جودوکار اهل مغولستان بود.